# 중부로 (신안군)
중부로(Jungbu-ro)는 전라남도 신안군 안좌면 복호리 복호선착장과 자은면 한운리 고교선착장을 잇는 전라남도의 도로이다. 신안군 중부지역에 위치한 4개면(안좌면, 팔금면, 암태면, 자은면)을 연결하는 도로라는 의미로 중부로로 명명되었다.

## 주요 경유지
전라남도
- 신안군 (안좌면 · 팔금면 · 암태면 · 자은면)

## 노선
| 이름                    | 접속 노선                   | 소재지 | 소재지                                  | 비고                  |
| ----------------------- | --------------------------- | ------ | --------------------------------------- | --------------------- |
| 복호항                  | 감바위길                    | 신안군 | 안좌면                                  |                       |
| 복호 회전교차로         | 지방도 제805호선 (자라도길) | 신안군 | 안좌면                                  | 지방도 제805호선 구간 |
| 대리삼거리              | 산두리길                    | 신안군 | 안좌면                                  | 지방도 제805호선 구간 |
| 여흘리                  | 안좌동부길                  | 신안군 | 안좌면                                  | 지방도 제805호선 구간 |
| (향목마을입구)          | 감바위길                    | 신안군 | 안좌면                                  | 지방도 제805호선 구간 |
| 창마리                  | 안좌남부길                  | 신안군 | 안좌면                                  | 지방도 제805호선 구간 |
| 읍동리                  | 김환기길 안좌동부길         | 신안군 | 안좌면                                  | 지방도 제805호선 구간 |
| 마진삼거리              | 시서길                      | 신안군 | 안좌면                                  | 지방도 제805호선 구간 |
| 신안1교                 |                             | 신안군 | 안좌면                                  | 지방도 제805호선 구간 |
| 팔금면                  |                             | 신안군 |                                         | 지방도 제805호선 구간 |
| 장촌리                  | 탑목개길                    | 신안군 |                                         | 지방도 제805호선 구간 |
| 원산사거리              | 삼층석탑길 원산서근길       | 신안군 |                                         | 지방도 제805호선 구간 |
| 중앙대교                |                             | 신안군 |                                         | 지방도 제805호선 구간 |
| 암태면                  |                             | 신안군 |                                         | 지방도 제805호선 구간 |
| 신기리사무소            | 신기도청길                  | 신안군 |                                         | 지방도 제805호선 구간 |
| 마명교                  |                             | 신안군 |                                         | 지방도 제805호선 구간 |
| 소작인항쟁비공원 교차로 | 국도 제2호선 (승봉로)       | 신안군 | 국도 제2호선 구간 지방도 제805호선 구간 |                       |
| 기동삼거리              | 국도 제2호선 (박달로)       | 신안군 | 국도 제2호선 구간 지방도 제805호선 구간 |                       |
| 은암대교                |                             | 신안군 | 지방도 제805호선 구간                   |                       |
| 은암대교                | 자은면                      | 신안군 | 지방도 제805호선 구간                   |                       |
| (유각마을)              | 자은서부1길                 | 신안군 | 지방도 제805호선 구간                   |                       |
| 유각교                  |                             | 신안군 | 지방도 제805호선 구간                   |                       |
| 구영리                  | 자은서부2길                 | 신안군 | 지방도 제805호선 구간                   |                       |
| 고장교                  |                             | 신안군 | 지방도 제805호선 구간                   |                       |
| 고장사거리              | 고장길 외기길               | 신안군 | 지방도 제805호선 구간                   |                       |
| 당숙재                  |                             | 신안군 | 지방도 제805호선 구간                   |                       |
| 송산 교차로             | 두봉길 둔장길 한운길        | 신안군 | 지방도 제805호선 구간                   |                       |
| 잔동고개                | 자은고교길                  | 신안군 | 지방도 제805호선 구간                   |                       |
| 고교선착장              |                             | 신안군 | 지방도 제805호선 구간                   |                       |

## 주요 건물 및 시설
- 안좌중학교 (전라남도 신안군 안좌면 중부로 743)
- 안좌고등학교 (전라남도 신안군 안좌면 중부로 790-7)
- 안좌119지역대 (전라남도 신안군 안좌면 중부로 868)
- 안좌보건지소 (전라남도 신안군 안좌면 중부로 870)
- 안좌면사무소 (전라남도 신안군 안좌면 중부로 872)
- 안좌119안전센터 (전라남도 신안군 안좌면 중부로 884)
- 백계여객선터미널 (전라남도 신안군 팔금면 중부로 1058)
- 대산두경로회관 (전라남도 신안군 팔금면 중부로 1212)
- 남강항여객선터미널 (전라남도 신안군 암태면 중부로 1502-79)
- 신기리사무소 (전라남도 신안군 암태면 중부로 1578)
- 암태파출소 (전라남도 신안군 암태면 중부로 1827-2)
- 신안농협농산물산지유통센터 (전라남도 신안군 암태면 중부로 1963)
- 고장리사무소 (전라남도 신안군 자은면 중부로 3097)